# Сер-Сент-Мари
Сер-Сент-Мари́ (фр. Serres-Sainte-Marie) — коммуна во Франции, находится в регионе Аквитания. Департамент — Атлантические Пиренеи. Входит в состав кантона Арти-э-Пеи-де-Субестр. Округ коммуны — По.
Код INSEE коммуны — 64521.

## География

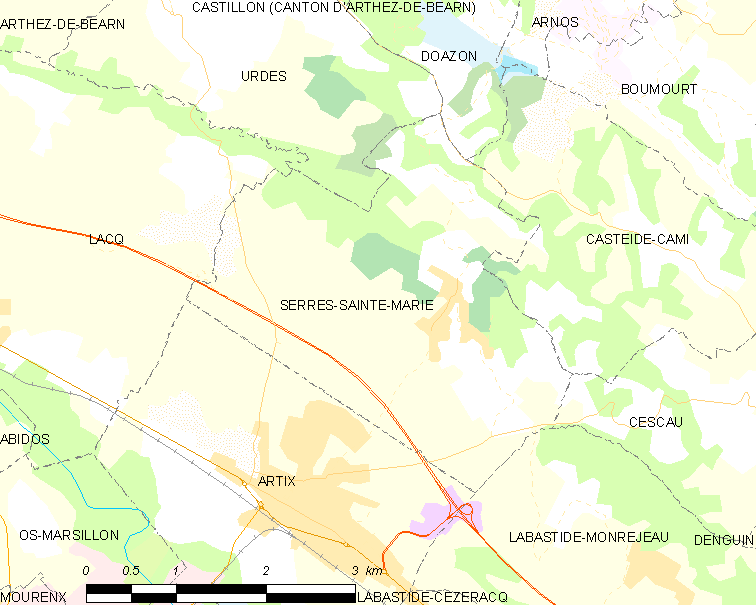
Карта коммуны

Коммуна расположена приблизительно в 650 км к югу от Парижа, в 160 км южнее Бордо, в 20 км к северо-западу от По.

### Климат
Климат тёплый океанический. Зима мягкая, средняя температура января — от +5°С до +13°С, температуры ниже −10 °C бывают редко. Снег выпадает около 15 дней в году с ноября по апрель. Максимальная температура летом порядка 20-30 °C, выше 35 °C бывает очень редко. Количество осадков высокое, порядка 1100 мм в год. Характерна безветренная погода, сильные ветры очень редки.

## Население
Население коммуны на 2010 год составляло 472 человека.
| 1962 | 1968 | 1975 | 1982 | 1990 | 1999 | 2010 |
| ---- | ---- | ---- | ---- | ---- | ---- | ---- |
| 287  | 299  | 375  | 472  | 456  | 456  | 472  |

## Администрация
| Период | Период | Фамилия      | Партия | Примечания |
| ------ | ------ | ------------ | ------ | ---------- |
| 1995   | 2001   | Жан Неделлек |        |            |
| 2001   | 2020   | Жерар Дюкос  |        |            |

## Экономика
В 2010 году среди 304 человек трудоспособного возраста (15-64 лет) 222 были экономически активными, 82 — неактивными (показатель активности — 73,0 %, в 1999 году было 69,7 %). Из 222 активных жителей работали 211 человек (118 мужчин и 93 женщины), безработных было 11 (1 мужчина и 10 женщин). Среди 82 неактивных 27 человек были учениками или студентами, 32 — пенсионерами, 23 были неактивными по другим причинам.